# Plocaederus plicatus
Plocaederus plicatus — вид жуків-вусачів з підродини церамбіцінів. Поширений в Болівії — в департаменті Санта-Крус, в Бразилії, Венесуелі, Суринамі та Французькій Гвінеї.